# 2010年第二号热带低气压
第二号热带低气压（英語：Tropical Depression Two）是活跃程度很高的2010年大西洋飓风季形成的第2个热带气旋，其持续时间很短，对德克萨斯州和墨西哥部分地区构成轻度影响。系统源于非洲西海岸的一股东风波，穿越大西洋期间没有得到发展。进入墨西哥湾西部后，系统因外部环境有利而开始发展，于协调世界时7月8日早上6点成为第二号热带低气压。美国国家飓风中心起初预计气旋会增强成热带风暴，但由于所处海域接近陆地，低气压未能达到热带风暴标准。气旋从德克萨斯州卡梅伦县南帕诸岛登陆，于7月9日退化成残留低气压，最终在次日逐渐消散。由于这一天气系统强度很弱，所以没有出现德克萨斯州和墨西哥因风害导致损失的报道，但是，仅1周前受飓风亚历克斯重创的墨西哥北部虽然降水不多，但仍然加重了灾情。

## 气象历史
6月24日，一股东风波离开非洲西海岸进入大西洋，系统结构混乱，在穿越大西洋期间没有表现出任何发展迹象，于7月3日进入西加勒比海。接下来的24小时里，东风波继续凝聚，美国国家飓风中心认为这片扰动天气发展成热带气旋的可能性有所提高。东风波在尤卡坦半岛上空移动，因此未能在表面形成环流，系统组织结构也变得混乱。系统穿越半岛期间结构一直保持混乱，于7月7日进入墨西哥湾。由于再度进入水温较高的海域，东风波得以在向西北方向移动期间逐渐发展。美国国家飓风中心在派飓风猎人侦察机对系统执行侦察任务后指出，系统很可能会在接下来48小时内发展成热带气旋。
7月8日清晨，飓风猎人获得的数据表明系统已发展出闭合环流，美国国家飓风中心宣布系统于协调世界时这天凌晨0点在德克萨斯州布朗斯维尔东南方向约400公里洋面发展成2010年大西洋飓风季第二号热带低气压，并在几乎同一时间达到持续风速每小时55公里，最低气压1005毫巴（百帕，29.68英寸汞柱）的最高强度。气象机构一度预计气旋会在登陆墨西哥前增强成热带风暴，但低气压在进入陆地上空前并没能达到热带风暴强度。当天中午12点，飓风猎人测得的风速已接近热带风暴标准，但陆地观测并不支持这一数据，低气压也没有升级成热带风暴。数小时后，低气压于下午15点15分以风力时速55公里强度登陆德克萨斯州卡梅伦县的南帕诸岛（South Padre Island）。低气压在德克萨斯州和墨西哥边境移动并有小幅减弱，美国国家飓风中心也于此时发布针对该天气系统的最后一份公告。水文气象预报中心仍在继续监控低气压动向，直至气旋于7月10日在墨西哥北部上空消散时止。

## 防灾措施

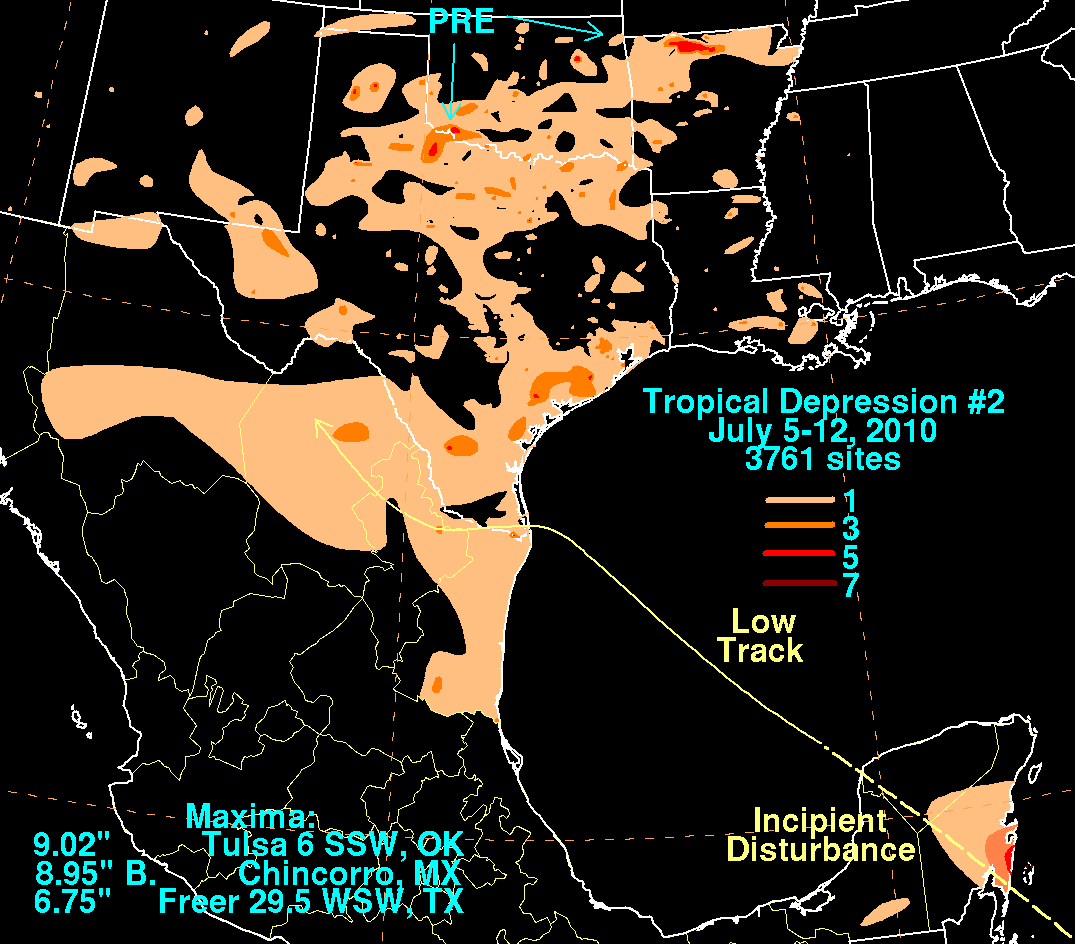
第二号热带低气压在墨西哥和美国产生的降水分布

东风波发展成第二号热带低气压时，气象机构立即向德克萨斯州巴芬湾到格兰德河北面河口之间的海岸沿线地区发布热带风暴警告，墨西哥政府也对圣费尔南多河向北直至格兰德河河口之间地区发布热带风暴警告。由于美国国家飓风中心预计降雨量会有100至200毫米，局部地区达250毫米，美国国家气象局驻德克萨斯州东部和南部多地的地方办事处发布沿海洪灾和山洪爆发预警。墨西哥塔毛利帕斯州、新莱昂州和科阿韦拉州同样收到警报，官员提醒人们注意防范暴雨、洪水和山体滑坡。国家防灾减灾民防系统要求塔毛利帕斯州部分地区进入最高的红色警戒状态，建议圣费尔南多河到美墨边境之间地区以极其谨慎的态度应对可能发生的灾害。气旋登陆德克萨斯州后，所有与之相关的热带风暴警告均予中止。

## 影响
低气压沿德克萨斯州和墨西哥边境登陆期间产生0.61至1.22米的风暴潮，野马岛（Mustang Island）和南帕诸岛部分地区被淹，但造成的影响很小。受低气压影响，罗克波特和维多利亚附近出现漏斗云。美国国家飓风中心发布针对第二号热带低气压的最后一份公告后，水文气象预报中心继续对该天气系统进行监控，德克萨斯州南部和东部出现降水，但雨量很小。气旋消散后，降雨带向内陆移动，水文气象预报中心的公告表明德克萨斯州东部和南部大部分地区的降雨量至少有25毫米，仅有科珀斯克里斯蒂和拉雷多例外。降雨量最高的是瓜达卢佩河（Guadalupe River）维多利亚河段附近地区，达到131毫米。维多利亚市内测得108毫米降水，与维多利亚地区机场降雨量接近。约1周前，飓风亚历克斯在格兰德河以南地区产生610毫米雨量，再加上这次第二号热带低气压产生的降水，导致德克萨斯州南部和东北部发生局部洪灾。低气压在墨西哥塔毛利帕斯州产生的降水较少，气旋经过期间，马塔莫罗斯的降雨持续了约两小时。飓风亚历克斯和第二号热带低气压一起引发的洪灾一共给当地造成近8000万美元的损失，但这些损失都不是第二号热带低气压直接导致，而是纳入亚历克斯导致的损失数额。